# 1985 год в СССР

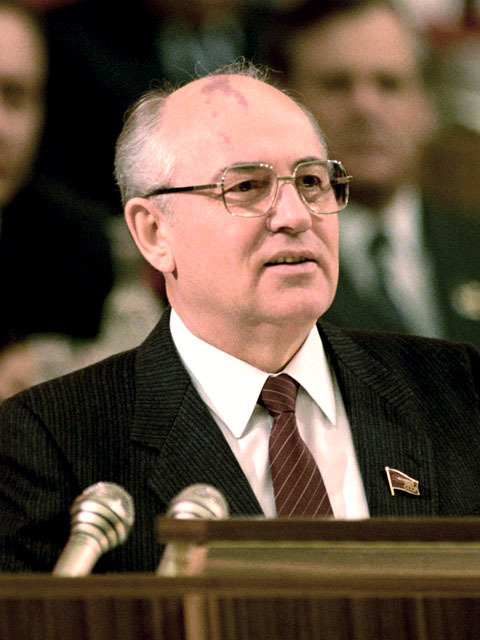
Генеральный секретарь ЦК КПСС Михаил Горбачёв

## Январь

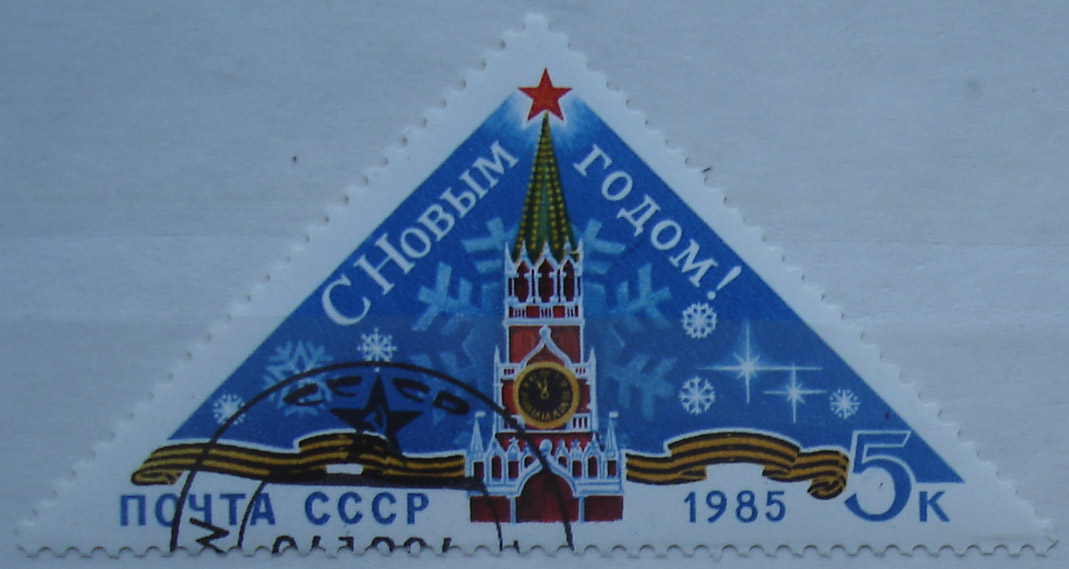
Почтовая марка СССР, 1985 год

- 7 января — Государственный секретарь США Шульц и министр иностранных дел СССР Громыко обсуждают в Женеве вопрос о возобновлении переговоров по контролю над вооружениями (до 8 января).
- 15 января — Завершено строительство самого высокого сооружения в Средней Азии — Ташкентской телебашни (375 м.).

## Февраль
- 1 февраля — после отказа двигателей под Минском разбился Ту-134, погибли 58 из 80 человек на борту[1][2].
- 6 февраля — организован Главкосмос СССР.
- 15 февраля — в Москве президент ФИДЭ Флоренсио Кампоманес прервал матч за звание чемпиона мира по шахматам между Анатолием Карповым и Гарри Каспаровым.

## Март
- 10 марта — Умер Генеральный Секретарь ЦК КПСС Константин Черненко.
- 11 марта — пленум ЦК КПСС выбрал Генеральным секретарём ЦК КПСС Михаила Сергеевича Горбачёва.

## Апрель
- 7 апреля — СССР объявляет мораторий на размещение ракет в европейской части страны до ноября текущего года и предлагает президенту США провести встречу на высшем уровне.
- 12 апреля - На станции Жабинка (БССР) был ликвидирован пожар на поезде перевозившем ядерное топливо с объекта 802 (Брест) на ПО "Маяк" (Челябинская обл.).
- 19 апреля — СССР осуществил подземный ядерный взрыв на Семипалатинском полигоне.
- 21 апреля — Афганская война: Гибель Мараварской роты.
- 26 апреля
  - Варшавский договор продлён на 30 лет.
  - Афганская война: восстание советских и афганских военнопленных в тюрьме Бадабера в Пакистане.

## Май

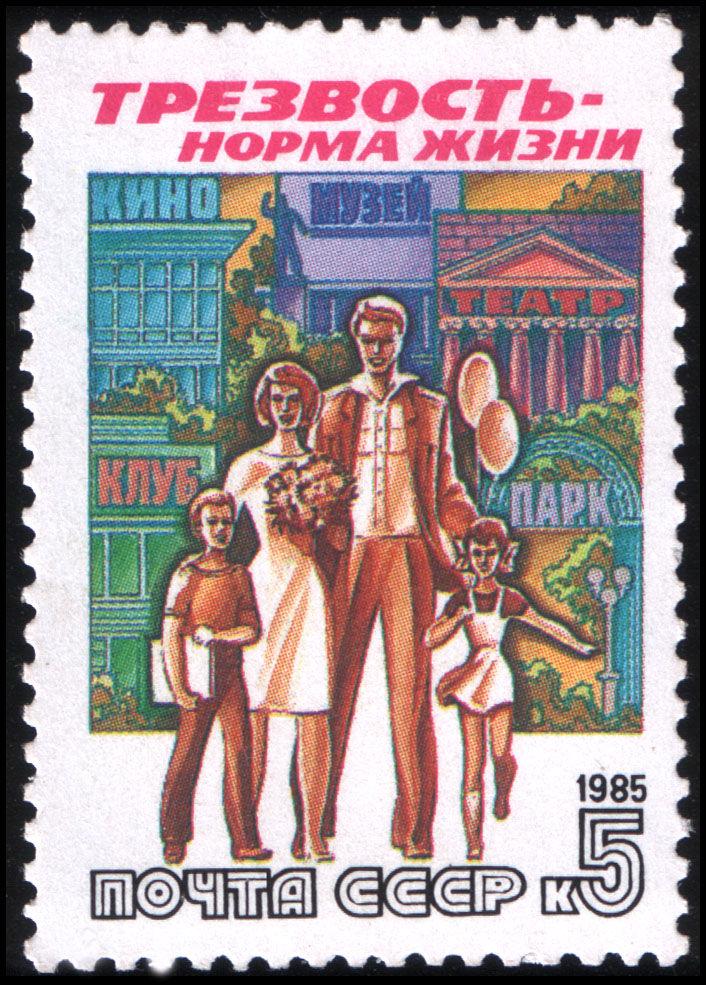
Марка СССР периода антиалкогольной кампании

- 3 мая — над Золочевом столкнулись Ту-134 и Ан-26. Погибли 94 человека на борту обоих самолётов.
- 8 мая — открытие Памятника Героям Эльтигенского десанта в г.Керчь
- 9 мая — Парад на Красной площади
- 16 мая — указ Президиума Верховного Совета СССР «Об усилении борьбы с пьянством», положивший начало антиалкогольной кампании (продолжалась до 1988 года).
- 19 мая — Афганская война: Начало Кунарской операции в провинции Кунар. (до 12 июня)
- 25 мая — Афганская война: Бой 4-й роты 149-го мотострелкового полка у кишлака Коньяк
- 29 мая  — Катастрофа Ан-2 под Ржевкой.

## Июнь
- 6 июня — Запуск советского пилотируемого космического корабля Союз Т-13, вернулся на Землю 26 сентября 1985 года. Экипаж старта — Джанибеков В. А. (приземление 26 сентября 1985 года), Савиных В. П..
- 15 июня — в Эрмитаже, Ленинград психически больной злоумышленник попытался уничтожить картину Рембрандта Даная (реставрирована к 1997).
- 27 июня - авария на Балаковской АЭС.
- 28 июня — открылся XIV Московский кинофестиваль.

## Июль
- 2 июля — перестановки в советском руководстве. Андрей Громыко избран Председателем Президиума Верховного Совета СССР. Эдуард Шеварднадзе, 1-й секретарь ЦК КП ГССР, назначен министром иностранных дел СССР.
- 10 июля — Под Учкудуком разбился Ту-154, выполнявший рейс по маршруту Карши — Уфа — Ленинград. Погибли все 200 человек — крупнейшая авиакатастрофа на территории Узбекистана и в истории СССР.
- 12 июля — совершил первый полёт самолёт Ан-71 (экипаж С. А. Горбика).
- 20 июля — Британская разведка вывезла из СССР своего агента Олега Гордиевского.
- 26 июля — У берегов Антарктиды ледокол «Владивосток» освобождает из четырёхмесячной ледовой блокады научное судно — дизель-электроход «Михаил Сомов».
- 30 июля — М. С. Горбачёв заявил об одностороннем моратории СССР на ядерные взрывы.

## Август
- 10 августа — Радиационная авария в бухте Чажма.
- 23 августа — Катастрофа Ми-8 близ Тутека.

## Сентябрь
- 13 сентября — Великобритания выслала из страны 25 советских дипломатов и других официальных лиц, обвинив их в шпионаже (14 сентября Советское правительство выслало из СССР 25 британцев; вскоре обе страны выслали ещё группу дипломатов)
- 25 сентября — катастрофа Ан-12 под Харьковом.

## Октябрь
- 11 октября — катастрофа Як-40 под Кутаиси.
- 13 октября — Кайраккумское землетрясение, Таджикская ССР
- 31 октября — официальная дата создания советской рок-группы Ария (в этот день группа закончила работы над своим первым альбомом «Мания величия»).

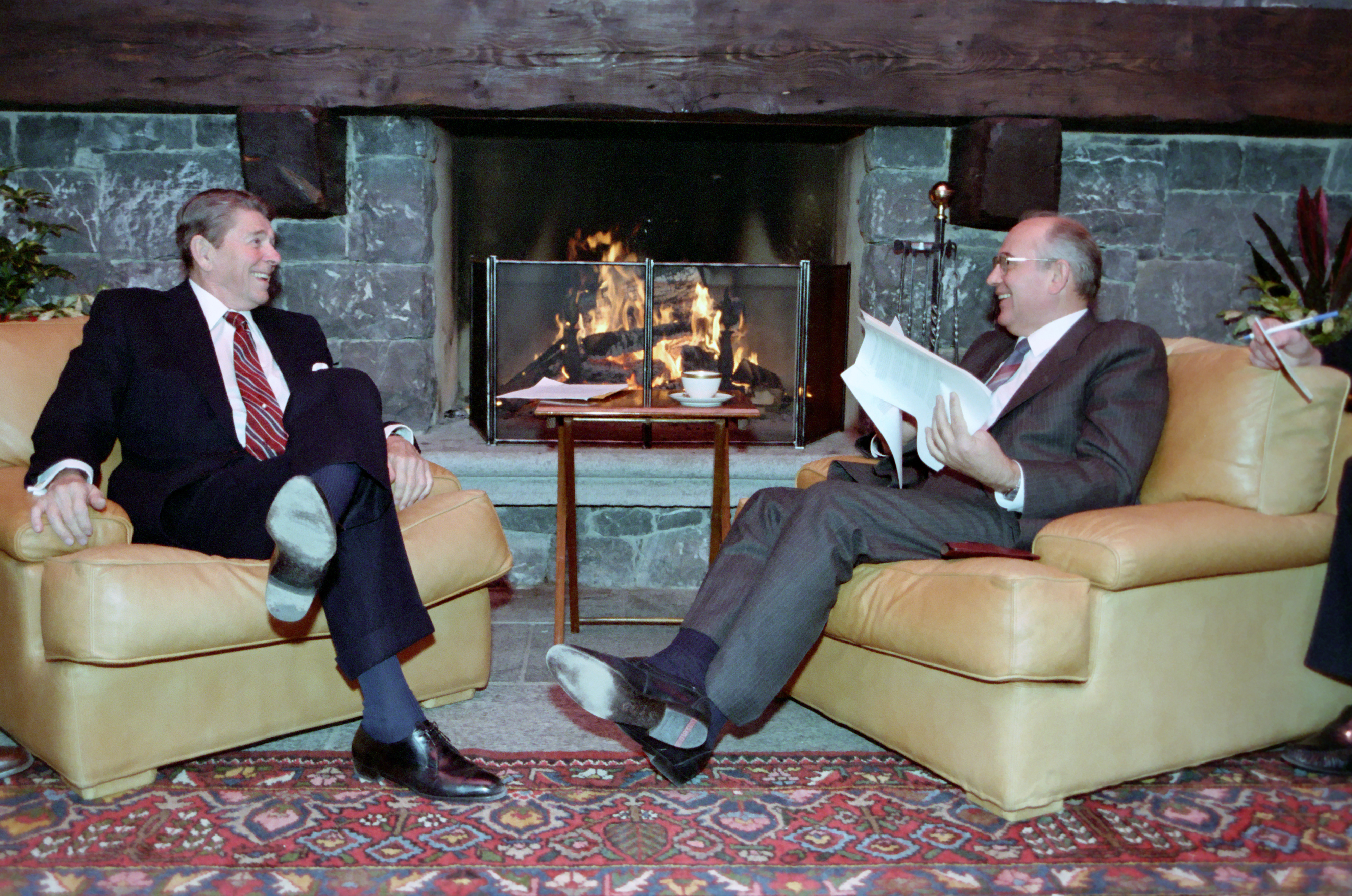
Переговоры Р. Рейгана и М. С. Горбачёва в Женеве

## Ноябрь
- 10 ноября — в Москве закончился матч на звание чемпиона мира по шахматам, 13-м чемпионом мира (самым молодым в истории) стал Гарри Каспаров.
- 19 ноября — Холодная война: в Женеве впервые встретились президент США Р. Рейган и Генеральный секретарь ЦК КПСС М. С. Горбачёв
- 20 ноября — Афганская война: Бой у кишлака Афридж

## Декабрь
- 19 декабря — угон Ан-24 в Китай.
- 21 декабря - создание первого независимого театра в СССР, театра КнАМ
- 29 декабря — открыт метрополитен в Новосибирске, первый метрополитен в Сибири.

## Родились
- 17 сентября — Александр Овечкин, хоккеист[3][4]